# عصوية ذهبية صفراء
عصوية ذهبية صفراء (الاسم العلمي: Chryseobacterium flavum) هي نوع من البكتيريا، سلبية الغرام، تتبع جنس عصوية ذهبية.